# کولامر (ایندیانا)
کولامر (به انگلیسی: Collamer) یک منطقهٔ مسکونی در ایالات متحده آمریکا است که در شهرستان ویتلی، ایندیانا واقع شده‌است. کولامر ۲۴۳ متر بالاتر از سطح دریا واقع شده‌است.